# El Salado (Chile)
El Salado es una localidad minera ubicada en Chile, Región de Atacama y provincia de Chañaral.

## Historia
El poblado se desarrolló a partir de 1835 por unas minas descubiertas por el minero serenense Pedro Luján. Estas minas fueron explotadas en un inicio por ciudadanos argentinos y posteriormente adquiridas por el inglés José Weddingtonque, que residía en Valparaíso. Su administración estaba a cargo de Eduardo Miller, que en 1831 había sido gerente de la Compañía Inglesa de minas de Copiapó.
En 1853 el destacado científico Rodolfo Amando Philippi recorrió gran parte del norte chileno incluyendo él en ese entonces mineral del Salado dejándonos un párrafo de su visita:

La habitación del administrador de las minas del Salado se hallaba a 10 leguas de Chañaral; situada en un valle desolado, enteramente pelado hace una impresión muy melancólica. Los muros son de barro, pardos con manchas blancas y amarillentas, el techo es de tallo de brea, cubiertos de barro.

El desarrollo de El Salado se consolidó con la construcción del ferrocarril desde Chañaral en la década de 1870. Esta vía férrea fue de vital importancia para el transporte de minerales del distrito y dio un fuerte impulso en la zona. En esa época los mineros trabajaban las minas en condiciones muy difíciles y precarias por los problemas del agua, distancias y transportes, que hacían casi insostenible las labores mineras cercanas a El Salado.
En la década de 1880 se explotaba la mina "Limbo", el mineral de Punta Negra, Alta y Baja, el mineral de La Florida, la mina "Flor de Tulipán", situada a 1.500 metros de la Estación Salado, con 60 operarios en sus faenas, la mina "Marsellesa" y "General Lafayette", la sección "San Agustín" y otras minas que albergaron a cientos de mineros en sus oscuros socavones.
En el año 1887 existían varios negocios y habitaciones de mineros que trabajaban en el área, especialmente de la Compañía de Minas y Fundición Edwards, que explotaba con auspiciosos bríos la mina "Limbo". El diario "La Justicia" de Chañaral daba cuenta de ocho establecimientos comerciales en El Salado. Entre ellos mencionamos las tiendas de mercaderías de Félix Mesías; de Plácido Guerra y Marco Arán; los negocios de baratillo de Mercedes viuda de Sarmiento, de María Valdebenito, Manuel Morales y Mercedez Álvarez. También había una carnicería propiedad de Félix Mesías. Sobre la cantidad de habitantes, Ramón Escuti Orrego en 1899 entrega una cifra de 400 habitantes en El Salado y alrededor de 1500 distribuidos en los distintos parajes cercanos al pueblo.
La actividad económica principal del poblado es la minería, la que se explota a través de los pequeños mineros o pirquineros quienes venden el mineral a la Empresa Nacional de Minería (ENAMI) que posee la planta Osvaldo Martínez Carvajal, instalación industrial que se encuentra en funcionamiento ininterrumpido desde su fundación en 1929. También se encuentra a 15 km al suroeste el complejo minero Manto Verde de la Minera sudafricana AngloAmerican la que da trabajo a un importante número de personas del poblado.
Actualmente el poblado mantiene una importante población flotante, y residentes los que no superan las 800 personas, las que dependen del puerto de Chañaral administrativa y políticamente. Las instalaciones con las que cuenta El Salado es Posta Rural (consultorio), Reten de Carabineros y cuartel de bomberos en la que toma asiento la Brigada de Rescate Minero, siendo la primera y única del país.
En marzo de 2015 la localidad sufrió numerosos daños producto de un aluvión generado por un temporal de lluvia, que dejó al pueblo aislado durante varios días.

## Población
La población de El Salado ha estado en constante decrecimiento, según los últimos censos realizados.
| Gráfica de evolución demográfica de El Salado entre 1992 y 2017 |
|                                                                 |

## Medios de comunicación

### Radioemisoras
FM
- 89.5 MHz - Radio Regional Atacama
- 91.7 MHz - Ollantay
- 92.1 MHz - Radio Armonía
- 93.5 MHz - Nostálgica FM
- 99.5 MHz - Nostálgica Plus
- 104.5 MHz -Radio Starmix